# Megachile sabinensis
Megachile sabinensis är en biart som beskrevs av Mitchell 1934. Megachile sabinensis ingår i släktet tapetserarbin, och familjen buksamlarbin. Inga underarter finns listade i Catalogue of Life.